# ضایعه نوع بانکی
ضایعه بانکارت نوعی آسیب شانه ای می باشدکه به دنبال دررفتگی شانه تشکیل می گردد.  این آسیب لابروم گلنوئید قدامی ( تحتانی ) شانه می باشد.  وقتی که این رویداد رخ می دهد، یک جیب در جلوی گلنوئید تشکیل می شود که به سر استخوان بازو این اجازه را می دهد در آن جابجا شود. این آماجی برای جراحی می باشد و بیشتر با ضایعه هیل ساکس ، آسیب به سر خلفی بازو همراه می باشد. 
بانکارت استخوانی یک ضایعه بانکارت می باشد که مثل شکستگی حفره گلنوئیدی قدامی- تحتانی استخوان کتف می باشد . 
ضایعه بانکارت به افتخار جراح ارتوپد انگلیسی آرتور سیدنی بلوندل بانکارت در سال (۱۸۷۹-۱۹۵۱) نامگذاری شد. 

## تشخیص
تشخیص غالباً در روز های نخست با ترکیبی از معاینه فیزیکی و تصویربرداری پزشکی  انجام می‌شود، که در آن دومی ممکن است رادیوگرافی پروجکشنال (در باره بانکارت استخوانی) و/یا ام آر ای شانه باشد. وجود کنتراست داخل مفصلی امکان ارزیابی بهتر لابروم گلنوئید را فراهم می کند.  نوع وی اس ال ال پی پارگی به نقص بانکارت گسترش می یابد. 

## رفتار
بازسازی آرتروسکوپی صدمه هایی بانکارت نرخ موفقیت خوبی دارد، گرچه حدود ۱/۳ بیمارها برای ادامه بی‌ثباتی بعد از عمل نخستین در یک مطالعه روی بزرگسال های جوان به جراحی بیشتری نیازمندند، با نرخ‌های بالاتر عمل مجدد در افراد کمتر از ۲۰ سال.  گزینه‌های بازسازی مثل یک راه آرتروسکوپی یا یک راه تهاجمی‌تر لاتارجت باز می باشد،  با تکنیک باز که تمایل کمتری به دررفتگی‌های مکرر دارد، اما همچنین دامنه حرکتی پس از جراحی کم می کند. 

## گالری

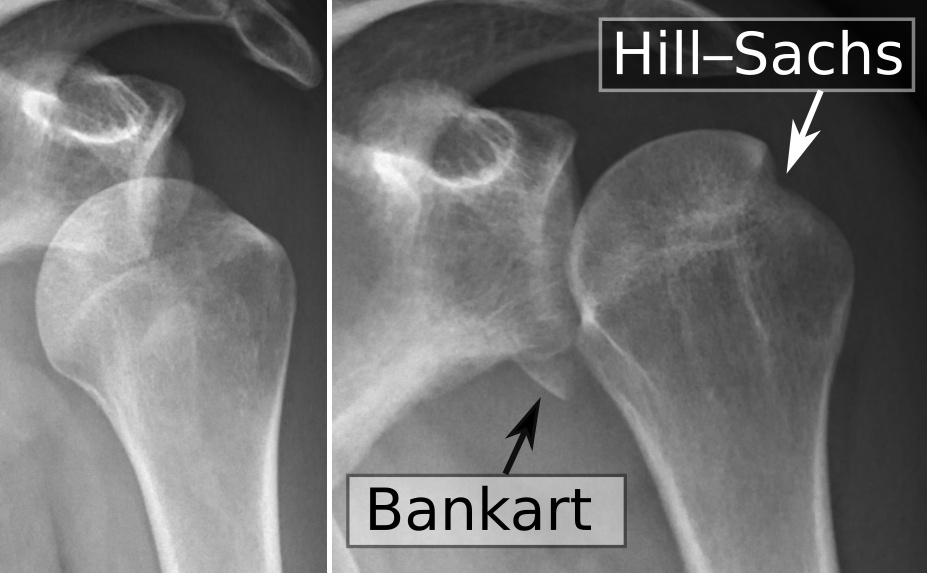
اشعه ایکس در قسمت چپ، دررفتگی قدامی را در یک مرد جوان بعد از تلاش برای ایستادن بر روی را تخت نشان می دهد. اشعه ایکس در قسمت راست همان شانه را بعد از جاانداختن و چرخش دونی نشان می‌دهد و هم ضایعه بانکارت استخوانی و هم ضایعه هیل ساکس  را علامت می‌دهد.
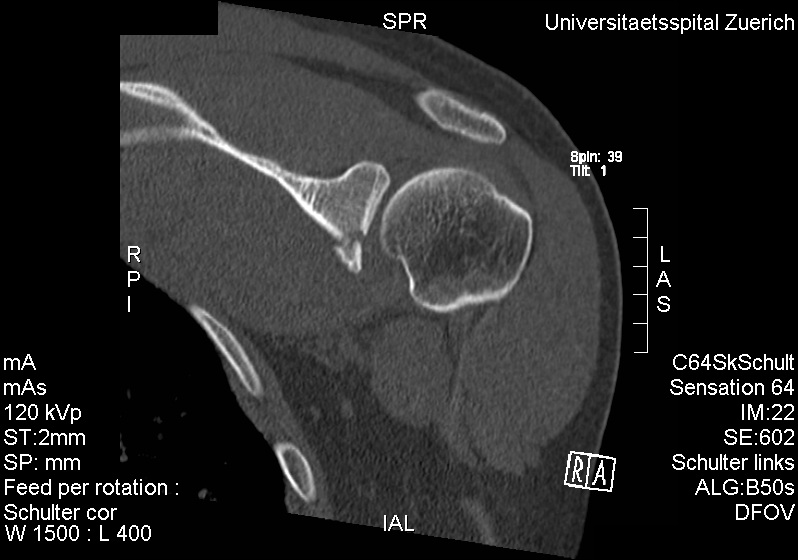
سی تی اسکن ضایعه بانکارت استخوانی را در گلنوئید قدامی زیرینی علامت می دهد
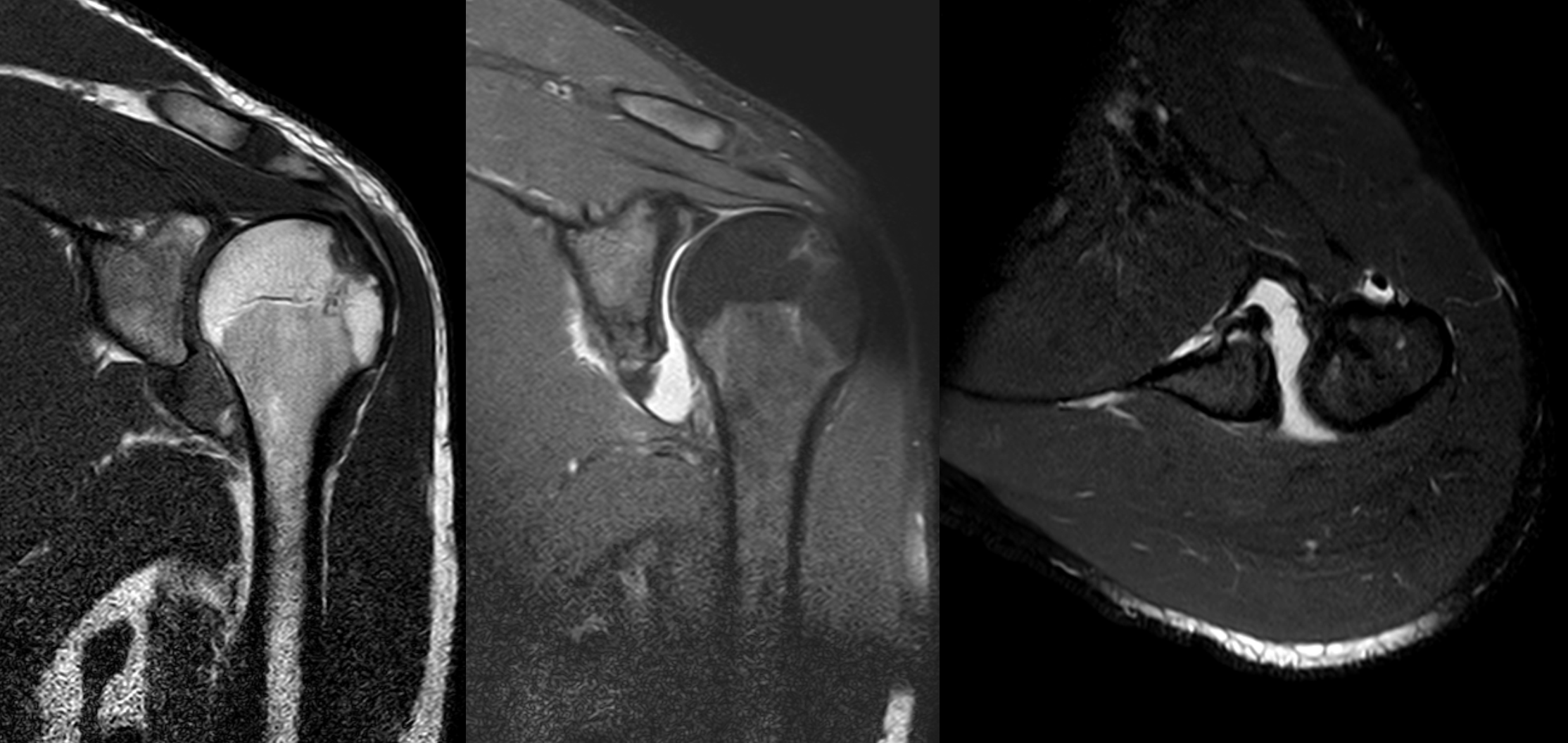
ام آر آی شانه بعد از از جاکنده شدن قدامی که ضایعه هیل ساکس و ضایعه لبال بانکارت را علامت می دهد.

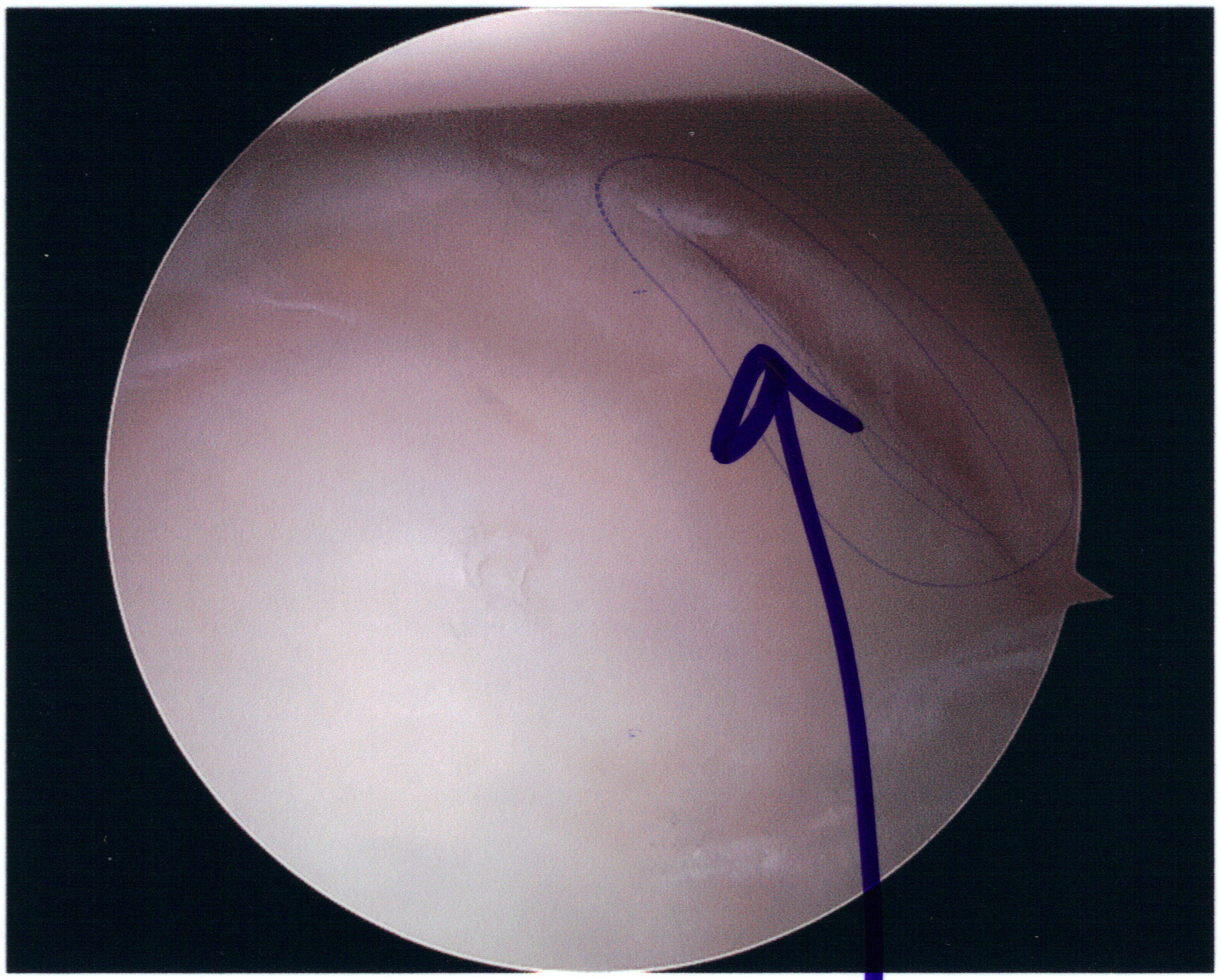
ضایعه بانکارت که در آرتروسکوپی پیدا می شود
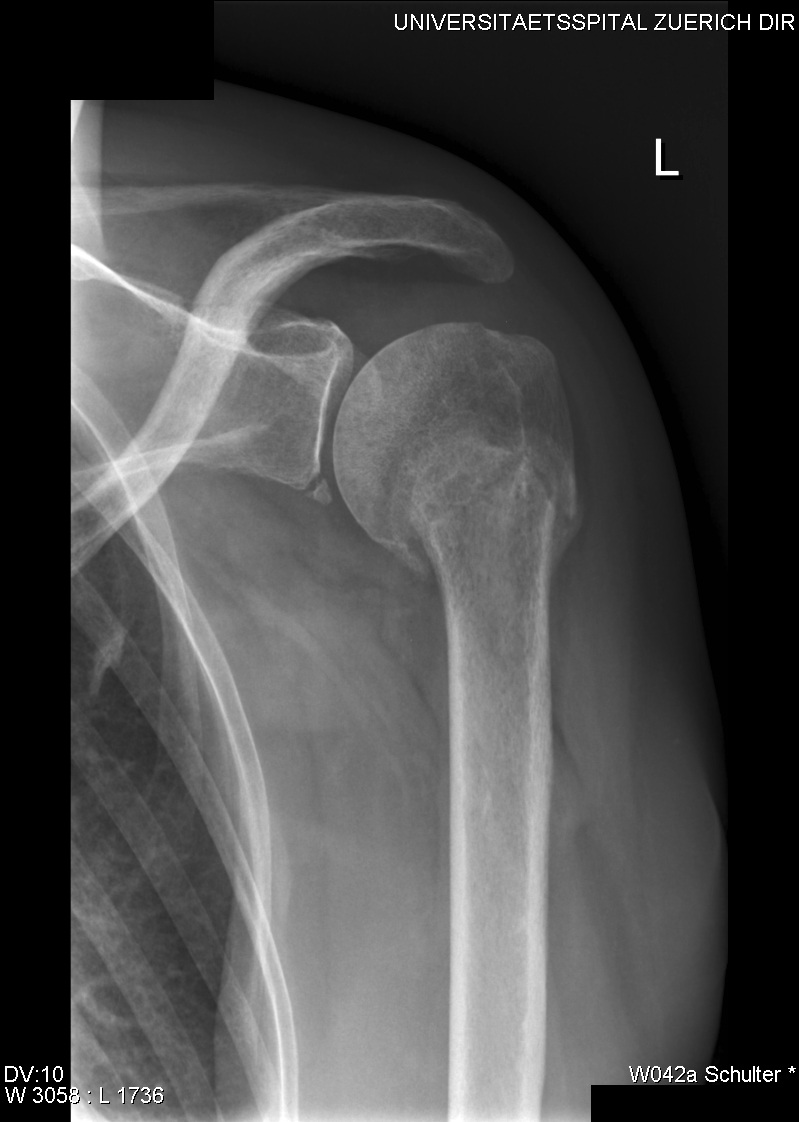
پرتو نگاری که ضایعه بانکارت استخوانی را با قطعه استوار در گلنوئید زیرینی علامت می دهد
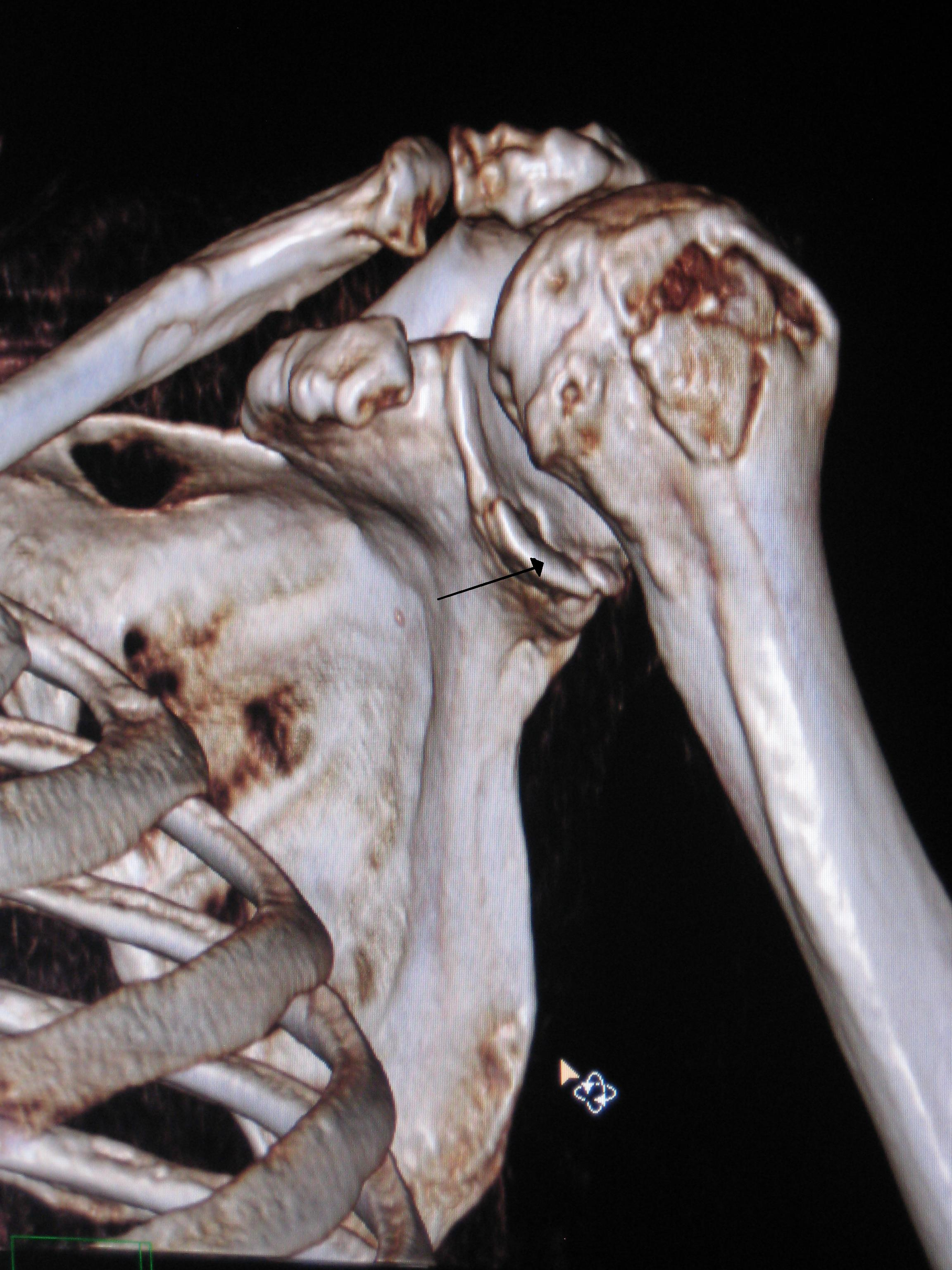
ترمیم سی تی ۳ بعدی ضایعه بانکارت که بعد از جادرفتگی قدامی شانه رخ داده است. استخوان بازو این سوژه به شکل آرام به صورت فرازینی سابلوکس شده باقی می ماند. شکستگی که با یک فلش سیاه مشخص شده است.